# Coenonympha alta
Coenonympha alta är en fjärilsart som beskrevs av Leo Andrejewitsch Sheljuzhko 1937. Coenonympha alta ingår i släktet Coenonympha och familjen praktfjärilar. Inga underarter finns listade i Catalogue of Life.